# Palacio de Justicia (Oporto)
El Palacio de Justicia (en portugués: Palácio da Justiça) está ubicado en Campo dos Mártires da Pátria, en la freguesía de Cedofeita, Santo Ildefonso, Sé, Miragaia, São Nicolau e Vitória, en la ciudad y distrito de Oporto, en Portugal.
El edificio comenzó a construirse en 1958, con proyecto del arquitecto Raúl Rodrigues Lima, y fue inaugurado el 20 de octubre de 1961, por el entonces Presidente de la República, Almirante Américo Deus Rodrigues Thomaz.
Cuenta con una fachada de granito, con una galería de diez pilares que sostienen la entrada al atrio y, junto a ella, varios otros pilares en semicírculo.  En la unión entre ambos se encuentra una estatua de la Justicia del escultor Leopoldo de Almeida. Al fondo, temas bíblicos y alegóricos de las cuatro virtudes cardinales en un bajorrelieve de granito del escultor Euclides Vaz.